# M7槍榴彈發射器
M7槍榴彈發射器（英語：M7 grenade launcher）是一款由美国為M1加兰德步枪而研製、生產及發配的22毫米槍榴彈發射件，在第二次世界大战和朝鲜战争當中得到廣泛使用。
M7是一種管狀裝置，一端伸到步槍的槍管以上，並且固定在刺刀座以上，另一端將槍榴彈固定在適當位置。發射前，將空包彈藥裝入步槍。發射時，由子彈所產生的高壓燃氣以相當大的力量將槍榴彈向前推進。M7可將槍榴彈發射遠至200公尺（218.72碼，656.17英尺），這要比手榴弹最遠的投擲距離30公尺（32.81碼，98.43英尺）要遠得多。
M7槍榴彈發射器可發射反裝甲彈（M9）、破片彈（M17）和煙霧彈（M22）。

## 研發歷史
第一次世界大战期間，美军並沒有自己的槍榴彈系統，他倆採用了法國製VB式手榴彈，適配於M1903「春田」栓式步槍。1928年，該系統被宣布淘汰。但是更換並非同時進行的，因為一部份軍方負責人質疑將來是否再度需要槍榴彈。
1941年底，當美國參與第二次世界大战之時，所有步兵都配有Mk 2破片手榴彈。但由於其本身用於徒手投擲的特性，它的射程只有35碼（32公尺，105英尺），而且無法用以對付裝甲目標。為了減輕重量，它只能填充少量炸藥，導致致命半徑範圍僅為6碼（5.49公尺，18英尺）。為了延長其射程以彌補這劣勢，有兩款槍榴彈附件分別可用於M1903「春田」（M1槍榴彈發射器）和M1917「恩菲爾德」（M2槍榴彈發射器）以上。當時，這些步槍都是限量的標準裝備，但到1943年時幾乎全部被新型的M1「加蘭德」所取代。為了解決這個問題，美國軍械委員會為M1「加蘭德」設計了新型的發射器附件，並且命名為M7，可用以發射更重型的槍榴彈，最大射程可達250碼（228.6公尺，750英尺）。與M7兼容的破片槍榴彈的致命半徑亦增為11碼（10.06公尺，33英尺）。1943年，它投入生產並且隨即服役。

## 設計細節和用途

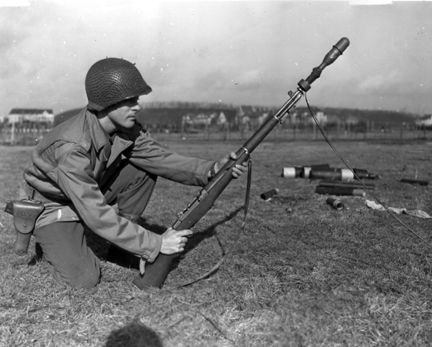
一名美軍官兵使用連接了M7槍榴彈發射器的M1加兰德步枪示範將一枚接有金屬絲或繩索、模擬M9反坦克槍榴彈的22毫米練習用途槍榴彈裝在以上發射的方法。

M7槍榴彈發射器是一款管狀設備，總長度（包括架接支架）為7.5英寸（190.5毫米）。一端裝在M1「加蘭德」步槍的槍管以上以包覆槍口，並且以步槍以上的刺刀座固定在適當的位置。另一端是附有一個小夾子的圓柱體，通過摩擦將槍榴彈固定在適當的位置上。為了發射槍榴彈，需要將一發專用於這樣用途的特製高膛壓空包彈藥（.30-06春田M3槍榴彈推動用途彈藥）裝入步槍膛室。利用刻在設備以上的標記來確定所需的射程以後，將槍榴彈滑入發射器以上。發射時，產生的膨脹氣體會根據槍榴彈的類型、步槍的垂直角度以及將槍榴彈定位在發射器以上的距離，從而將槍榴彈推進至相當遠的距離。由於該設備中止了該步槍的半自動功能，以防止實彈射穿槍榴彈而損壞槍械，因此，當安裝M7槍榴彈發射器時，該步槍無法正常射擊；可在緊急情況下，可以通過手動復進槍機，充當連發步槍以維持開火。
除了可以發射破片彈、反坦克彈和煙霧彈以及煙火信號彈，亦可發射加裝了適配器以後的手榴弹。適配器以適配管為主體，其內徑略大於槍口的直徑。適配管的一端焊接了附有數枚尾翼的環狀穩定器，另一端則固定了三枚彎曲板。這些彎曲板其實是緊夾保持器。將手榴彈插入緊夾保持器之間，並且固定其中。在那之後，解除安全裝置並且如常擊發即可發射。
根據時期，每個步槍班都獲發配一至三具M7槍榴彈發射器。它也發配給支援和總部單位。
M7系列槍榴彈發射器亦有著其隨附附件。M15輔助瞄準器安裝在槍托的左側，並且配有模板，以使得其能夠正確裝置在槍托以上。水平儀可讓使用者弄清楚該武器的弧度，以協助槍榴彈的瞄準。另可在M1「加蘭德」的槍托以上裝上一塊橡膠製緩沖保護套（部件編號：B200968），以減緩發射時的後座力。

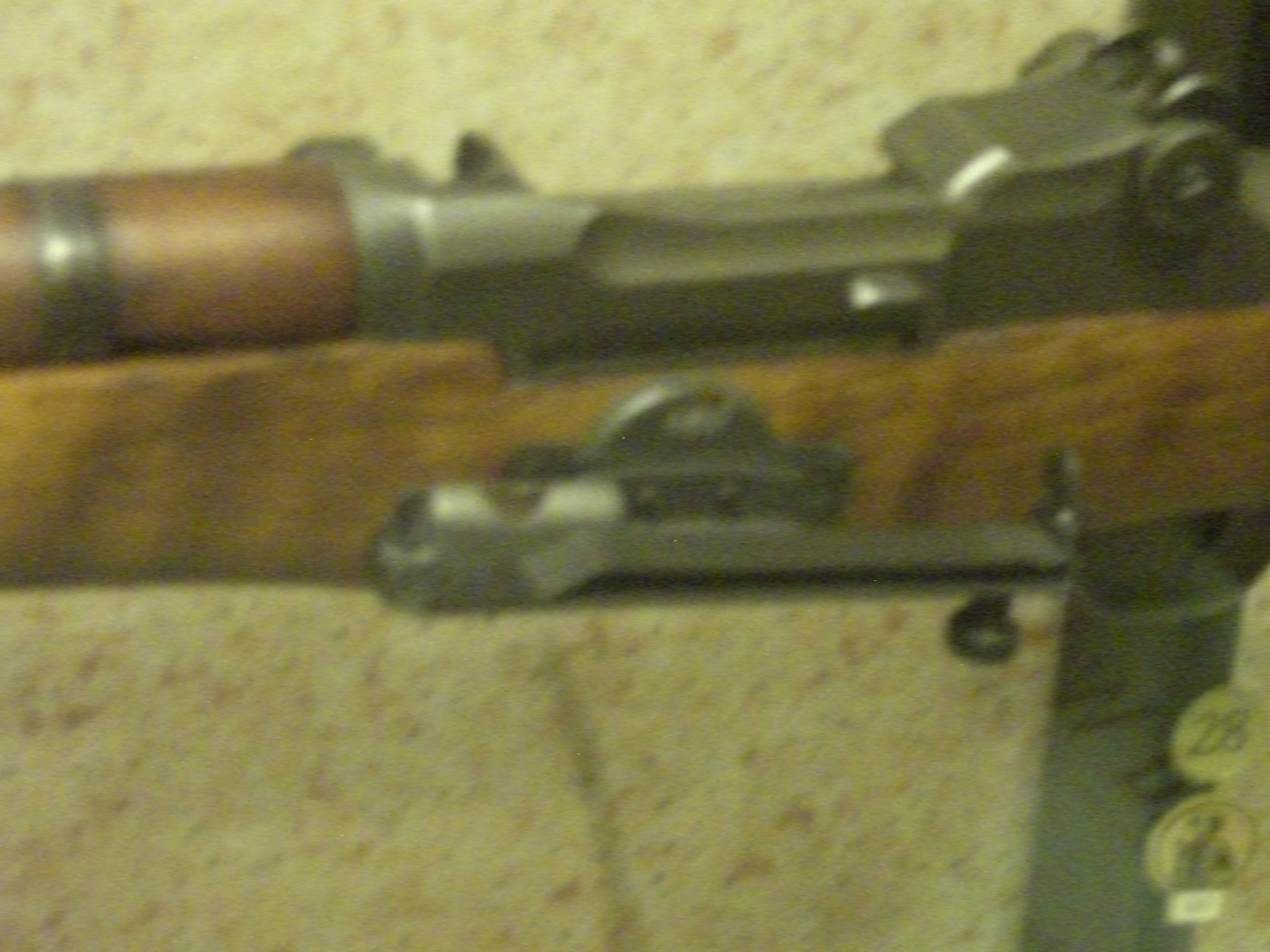
裝在M1「加蘭德」步枪左側的M15輔助瞄準具。

除此以外，還可將M7槍榴彈輔助彈藥（M7 Auxiliary Grenade Cartridge）助推裝藥（又稱：維生素藥丸）插入M7槍榴彈發射器的槍口，以將射程增加100—150碼（91.44—137.16公尺，300—450英尺）。這枚助推裝藥是由削減後的.45長柯爾特左輪手槍彈藥所製成，彈殼底板以上鑽有一個小孔，彈殼以內、裝藥以上有一塊紅色硬紙板。裝藥需要像散彈槍的藥筒一樣裝在發射器的槍口當中（由凸緣保持在原位），而槍榴彈滑到其上方。擊發空包彈彈藥時，其膨脹氣體將沿著步槍的槍管向上行進，點燃助推裝藥，並將助推彈藥推入槍榴彈的底部。助推彈藥將在飛行中從槍榴彈的尾翼部件當中掉出來。
1944年，與之類似的M8槍榴彈發射器也被研發出來。其結構與M7槍榴彈發射器幾乎相同，不同之處在於它設計為安裝在M1卡賓枪以上，並且使用.30卡賓槍彈當中的M6槍榴彈發射用途空包彈彈藥。M8的使用者需要小心地將M1卡賓槍的槍托托側向撐開才發射，以免發射槍榴彈時的後座力導致槍托破裂或被破壞的風險。即使在不破壞槍托的情況下，M8槍榴彈發射器也不能使用M7助推裝藥以延長射程。這使得其性質是緊急發配武器。

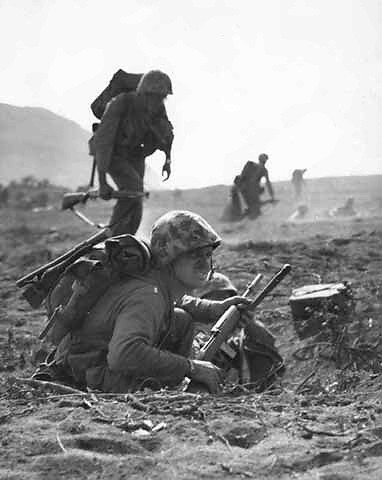
參與硫磺岛战役的美国海军陆战队士兵，留意他使用的M1卡賓槍裝上了M8槍榴彈發射器。

## 改進型號
- M7A1（春田兵工廠T95）［1945年7月—1951年］：M7槍榴彈發射器的主要問題是在連接時，它會使導氣室鎖保持閉鎖狀態，導致導氣室漏氣。這意味著使用者將不得不拉動武器槍機柄以取出發射過的子彈，然後從整個漏夾中裝填下一發的子彈。而M7A1裝有彈簧支撐的活塞，設計為在裝土十月金時保持導氣室關閉，直到發射槍榴彈以後，將導氣室開於以實現正常的半自動（英语：Semi-automatic firearm）功能。彈簧支撐的發射器亦會在發射時緩沖，以防止步槍損壞。相應的，M1「加蘭德」的設計也進行了修改，以使用被稱為“平邊鎖”（軍械零件編號：7265959）的硬化導氣室鎖（標有“ H”以表示“硬化”，即“Hardened”）。這樣可以長時間使用新型的發射器系統。
- M7A2［1951年7月—1952年］：M7A1的少數問題是，發射器有時會在發射時被緊緊卡住，或是導氣室鎖會斷裂。這會導致步槍和發射器都無法使用，需要裝甲人員使用特殊工具進行修理。卡塞問題通過在發射器以上使用較重的彈簧支撐活塞所解決，並且導入了重新設計的槍榴彈保持彈簧。然後亦M1「加蘭德」進行了相應的改裝，採用了獨特、被稱為“高駝峰鎖”（軍械零件編號：7265871）的雙重導氣室鎖（標有“ M”以表示“改裝”，即“Modified”）。發射器以內裝有加工的安裝架，以裝上擬議但卻從未採用過的標尺型瞄準具。
- M7A3（軍械零件編號：7266167）［1952年9月—1961年］：在朝鲜战争初期，美军發現他們自第二次世界大战起採用的M9反坦克槍榴彈對T-34中型坦克的正面裝甲無效。這使得從1950年到1960年間，美國啓動了緊急反制措施，採用梅卡爾公司（英语：Mecar）研製的新型高初速反坦克槍榴彈ENERGA的自行生產版本（在美軍中被命名為M28槍榴彈）。M28最初是由梅卡爾公司（英语：Mecar）所專有的T119（改進自M1「加蘭德」）和T120（改進自M1卡宾枪）兩款發射器所發射的。但是，該槍榴彈發射器與原始型M7發射器存在相同的問題，而且M28槍榴彈從M7A2發射時並不准確。因而對M7A2發射器進行了簡單的重新設計，採用了更長的發射管以發射經改進的槍榴彈，並且可與“平邊”或“高駝峰”鎖配合使用。1952年9月改進完成以後，M7A3很快就把T119取代。戰爭結束以後（從1956年初到1959年底），它可以安裝有經過校準以與M28配合使用的標尺型瞄準具。M7A3套件（軍械零件編號：5750089）由M7A3發射器所組成，發射器裝有“高駝峰”導氣鎖，可讓槍榴彈兵將早期型M1「加蘭德」型號升級到新型規格。朝鮮戰爭結束以後，M7A3停產，但仍服役了一段時間，直到越南战争起與M31反坦克槍榴彈一同被M72輕型反裝甲武器所取代。

## 流行文化

### 電子遊戲
- 《應徵入伍》

## 資料來源
1. ↑  Zabecki, David T. . Tucker, Spencer C.  (编).  2: 430. May 2011  [2019-11-20]. ISBN 978-1-85109-960-3. （原始内容存档于2020-09-14）.
2. 1 2 3  Green, Michael. . Zenith Imprint. 2000: 35–36. ISBN 0-7603-0821-7.
3. ↑  Green, Michael; Stewart, Greg. . Zenith Imprint. 2004: 25–26. ISBN 0-7603-1697-X.
4. ↑  Sayen, John; Anderson, Duncan. . Osprey Publishing. 2007: 10. ISBN 1-84603-119-2.
5. 1 2 3 4  WAR DEPARTMENT, INFANTRY FIELD MANUAL § WEAPON AND AMMUNITION TECHNICAL MANUAL, INFANTRY REGIMENT, PARACHUTE, June 1944, Page 41 & 42

## 外部連結
- （英文）—Pictures: US WWII Original WWII M1-Garand Rifle Grenade M7 launcher & Adapter - 14916324